# Marcela Castaño
Marcela Castaño (Córdoba, provincia de Córdoba, Argentina, 4 de marzo de 1989) es una exfutbolista argentina. Jugó en Talleres durante sus cinco años de carrera, club del que es una de las mayores goleadoras históricas. Fue considerada una referente del fútbol femenino cuando éste aún no se había profesionalizado y los clubes de Córdoba jugaban únicamente los torneos locales.

## Trayectoria
Castaño comenzó a jugar al fútbol desde pequeña, pero abandonó durante su adolescencia. Retomó el deporte a los 26 años, cuando se probó en Talleres y quedó. Jugó durante cinco años con las Matadoras, club en el que se destacó en los torneos de la Liga Cordobesa de Fútbol, marcando goles en cada temporada. En 2019, fue una de las máximas goleadoras. Mientras jugaba al fútbol, trabajaba nueve horas al día en un frigorífico. Convirtió un total de más de 30 goles jugando para la T.

## Clubes
| Club     | País      | Año       |
| -------- | --------- | --------- |
| Talleres | Argentina | 2016-2020 |